# Шкала максимального различия
Шкала максимального различия (англ. maximum difference scaling, MaxDiff) — это методика исследования с очень специфичными предположениями о том, как люди осуществляют выбор: она предполагает, что респонденты оценивают все возможные пары позиций в рамках предложенного набора и выбирают пару, которая отображает максимальное отклонение в предпочтении или важности.
В маркетинговых исследованиях шкала максимального различия применяется для выяснения предпочтений покупателями той или иной характеристики товара или услуги.
Её можно представить себе как вариант метода парного сравнения. Представьте набор, в котором респондент оценивает четыре позиции: «А», «Б», «В» и «Г». Если респондент скажет, что «А» самый лучший вариант, а «Г» самый худший, эти два ответа сообщают нам о пяти из шести возможных подразумеваемых парных сравнениях:
А > Б, А > В, А > Г, Б > Г, В > Г
Единственное парное сравнение, которое не может быть выведено, это «Б» в сравнении с «В». При выборе из пяти позиций, опросник со шкалой максимального различия сообщает о семи из десяти предполагаемых парных сравнений.

## Взаимосвязь со шкалой «лучшее-худшее»
Шкалы максимального различия и «лучшее-худшее»[неизвестный термин] по ошибке считают синонимами. Респонденты могут воспроизвести данные «лучшее-худшее» любым из множества способов, а с использованием шкалы максимального различия лишь одним. Вместо оценки всех возможных пар, они могут выбрать «лучший» вариант из n-го количества позиций, «худший» из оставшегося n-1, или наоборот (последовательные модели). Или же они могут использовать абсолютно другой метод. В данном случае необходимо ясно понимать, что шкала максимального различия — это частный случай шкалы «лучшее-худшее» (но не наоборот).
Более того, шкала максимального различия может рассматриваться как непривлекательная модель с психологической и интуитивной точек зрения, поскольку с ростом количества позиций растёт и количество возможных пар: n позиций производит n(n-1) пар (если имеет значение порядок «лучшее-худшее»). Предположение, что респонденты оценивают все возможные пары, может оказаться слишком сильным. В ранних работах использовался термин максимального различения в отношении шкалы «лучшее-худшее», но после возврата Марли в данную область, в Европе и Азиатско-тихоокеанском регионе стала распространяться правильная терминология.

## Коммерческое программное обеспечение
В Северной Америке термин MaxDiff продолжает использоваться для исследований, которые фактически являются выбором «лучшее-худшее». Возможно, это связано с тем, что программное обеспечение Sawtooth в США применяет процедуру, которую они назвали MaxDiff. Более того, неясно применяет ли эта процедура, процедуры MaxDiff в процессе оценки параметров их моделей или используется более простая последовательная шкала «лучшее-худшее».

## Проведение и анализ опроса
Опрос со шкалой максимального различия может быть составлен и проанализирован посредством ручного проектирования и анализа, осуществляемого исследователем, или с использованием стандартных статистических процедур, предлагаемых программным обеспечением.